# Wołomiński
Wołomiński là một huyện thuộc tỉnh Mazowieckie của Ba Lan. Huyện có diện tích 954 km². Đến ngày 1 tháng 1 năm 2011, dân số của huyện là 217323 người và mật độ 228 người/km².